# John Arundel Barnes
Pour les articles homonymes, voir John Barnes et Barnes.
John Arundel Barnes né le 9 septembre 1918 et décédé le 13 septembre 2010 est un sociologue et anthropologue australien et  britannique.

## Carrière
Élève de Max Gluckman, John A. Barnes occupe le poste de professeur de sociologie à l'Université de Cambridge de 1969 à 1982. Professeur en anthropologie sociale à l'Université de Sydney et à l'Université Nationale Australienne à Canberra, il est également associé à l'Académie des Sciences sociales d'Australie, à l'University College de Londres, au St John's College, au Balliol College, Oxford et à l'Institut Rhodes-Livingstone (en). Il termine sa carrière comme professeur émérite.

## La notion de “réseaux sociaux”
John A. Barnes est connu pour être le premier à utiliser le concept de réseaux sociaux dans un contexte scientifique en 1954. L'étude est le résultat de deux ans de travail de terrain à Bremnes (Bømlo, Norvège). Le texte est traduit en français en 2013 par un collectif d'une vingtaine de personnes réunies sous le pseudonyme de Jean Grange : « Classes sociales et réseaux dans une île de Norvège » et publié en accès libre par la revue Réseaux.

## Publications
- The frequency of divorce (1964)
- Three Styles in the Study of Kinship (1971)
- Marriage in a Changing Society (1951)
- Models and interpretations
- Politics in a changing society : A political history of Fort Jameson Ngoni (1954)
- The Ethics of Inquiry in Social Science: Three Lectures (1977)
- Sociology in Cambridge (1970)
- A Pack of Lies: Towards a Sociology of Lying (1994)
- Who Should Know What? Social Science, Privacy, and Ethics (1979)
- Kinship Studies: Some Impressions of the Current State of Play
- Anthropology after Freud
- Social Networks (1972)
- Inquest on the Murngin (1967) (Royal Anthropological Institute. Occasional papers,no.26)
- African models in the New Guinea Highlands (1962)
- Humping on my drum (autobiographie)
- John A. Barnes (trad. Jean Grange), « Classes sociales et réseaux dans une île de Norvège », Réseaux, no 182,‎ 2013, p. 209-237 (lire en ligne)